# Крусткалны
Крусткалны (латыш. Krustkalnu dabas rezervāts) — природный заповедник, расположенный на востоке Латвии. Основан 15 апреля 1977 года. Его площадь составляет 2978 га. С 2004 года входит в европейскую сеть природоохранных территорий Natura 2000. Руководство заповедником осуществляет региональное управление Латгалии.
Объектами охраны в природном заповеднике Крусткалны являются особые ландшафты Мадонско-Трепского вала с комплексом хвойных лесов и лугов, а также подземные источники, образующие небольшие болота и озёра. Особенностью этих источников является высокое содержание кальция, благодаря чему образуются известняковые почвы. На них произрастают кальцефильные виды растений, которые часто встречаются в прибрежных районах страны, но не присущи Восточной Латвии. В биоте заповедника насчитывают 32 вида растений и 37 видов животных, занесённых в Красную книгу Латвии, причём по количеству краснокнижных растений Крусткалны занимает второе место среди заповедников страны.

## История
До создания заповедника территории Крусткалны принадлежали лесной опытной станции «Калснава». Из-за своего сложного рельефа эти участки были неудобны для обработки, поэтому на них невозможно было применять интенсивные методы лесоводства. В то же время, благодаря перепадам высот и разнообразию ландшафтов, эта территория отличалась богатой растительностью и интересным животным миром. Учитывая эти два фактора, ей был предоставлен природоохранный статус. 15 апреля 1977 года 69 кварталов лесной станции превратились в природный заповедник, но временно остались в пользовании опытной станции. В 1979 году был создан государственный природный заповедник Слитере, которому были подчинены все другие латвийские заповедники, включая Крусткалны. В 1982 году на востоке Латвии был организован ещё один заповедник — Тейчи. Поскольку он был расположен в одном регионе с Крусткалны, то для этих двух природоохранных учреждений была введена совместная администрация, подчинённая Латвийскому производственному лесохозяйственному объединению «Латвияс Межс». С 1 февраля 2011 года совместная администрация обоих восточнолатвийских заповедников работает под руководством регионального управления Латгалии.

## Климат
Природный заповедник Крусткалны географически расположен в переходной зоне между Центрально-Видземской возвышенностью с её суровым климатом и Лубанской низменностью, на которой царят более тёплые континентальные воздушные массы. Влияние приморского климата на его территории ослаблено из-за относительной обособленности от побережья Балтийского моря среднелатвийскими возвышенностями. Сумма активных температур на территории заповедника составляет около 1800 °C, что сопоставимо со среднелатвийскими показателями. Безморозный период с температурами выше 5 °C длится 180 дней. Средние минимальные температуры составляют −28. °C. За год здесь выпадает 600 мм атмосферных осадков, распределяемых следующим образом: около 350 мм испаряется, а 250 мм создают поверхностные стоки. Следует заметить, что сильная расчленённость рельефа обуславливает разнообразие микроклиматических условий на разных участках заповедника.

## География и гидрология
Природный заповедник Крусткалны расположен на востоке Латвии, на условной границе, которая разделяет исторические регионы Лифляндия и Латгалия. Его территория полностью лежит в пределах Мадонского края, центр которого — город Мадона — расположен в 15 км от границ охраняемой территории. Очертания заповедника напоминают треугольник, который на северо-западе достигает села Марциена, на северо-востоке ограничен дорогой Мадона — Екабпилс, а на юге — рекой Айвиексте, текущей на окраинах села Ляудона.
Территории заповедника лежат на Среднедаугавской низменности, однако по характеру рельефа более похожи на расположенную вблизи Центрально-Видземскую возвышенность. В последний ледниковый период на этих землях происходило мощное отложение водно-ледникового материала, который сформировал Мадонско-Трепский вал. Крусталны занимает его самую узкую часть — от озера Дрейманю (Светес) на севере до реки Айвиексте на юге. В пределах заповедника вал состоит из 2-5 гряд, длиной до 4 км, общей шириной 1-2 км и абсолютной высотой 153 м. В основе каждая из этих гряд в ширину от 70 до 250 м, имеет относительную высоту до 50 м и крутизну склонов около 35°. Между грядами расположены низины (хорошо дренированные или заболоченные) и широкие овраги.
Вдоль юго-восточного склона Мадонско-Трепского вала тянется впадина Дуку-Светес, расположенная на абсолютных высотах 95-100 м. Она плоская и представляет собой дно существовавшего здесь в голоцене древнего озера. На литорале этого озера откладывалось большое количество карбонатов, некоторое время здесь даже добывали промышленным способом известняк. Сейчас на месте бывших карьеров возникли пруды, которые постепенно зарастают и превращаются в луга.
В целом территории заповедника Крусткалны богаты водоёмами, которые можно разделить на три разновидности: озёра, реки и источники. Озёр здесь 13. Среди них выделяется озеро Дрейманю, на юго-западном берегу которого сформировался полуторакилометровый полуостров. Подобно другим озёрам, сосредоточенным в восточной части заповедной территории, Дрейманю имеет болотистые берега и дно, составленное из известняков с наслоениями ила. Из этого озера вытекает река Светупе, которая направляется через центральную часть впадины Дуку-Светес на юг, вбирает в себя приток Ниедрите и впадает в реку Айвиексте. Другая река — Нирите — имеет источниковое питание и огибает заповедник с юго-запада. Все эти реки небольшие, извилистые, с низкими берегами и богатой растительностью. Источники Крусткалны сосредоточены у подножия холмов и на берегах озера Дрейманю.

## Геология и почвы
Ледниковое происхождение форм рельефа обуславливает состав геологических пород. Это крупнозернистые пески, богатый карбонатами гравий флювио-гляциального происхождения, галечник с валунами, реже — суглинки и пылеватый материал. Кое-где эти материалы перекрыты валунными суглинками или супесями. Карбонатные породы впадины Дуку-Светес начали формироваться ещё в бореальный период, продолжали накапливаться в суббореальный период, а их отложение завершилось в первой половине атлантического периода. Известняки впадины мучнистые, мелкозернистые, с содержанием карбонатов 88-90 %. Их слой достигает 5 м толщиной, сверху он перекрыт среднеразложенным торфом, слой которого в разных местах впадины имеет толщину от 0,1 до 2,5 м. Таким образом, впадина Дуку-Светес имеет наибольшие в Латвии залежи озёрного известняка.
Почвы природного заповедника Крусткалны отличаются разнообразием. В северной части охраняемой территории преобладают подзолистые, а на остальной территории — дерново-подзолистые почвы и совсем небольшие участки заняты глеевыми и дерново-карбонатными почвами. Среди торфяных почв преобладают типы, присущие низинным болотам. Кое-где в грунтовых разрезах находят древесный уголь — напоминание о том, что в древности на этих землях часто бушевали лесные пожары и применяли подсечное земледелие.

## Флора

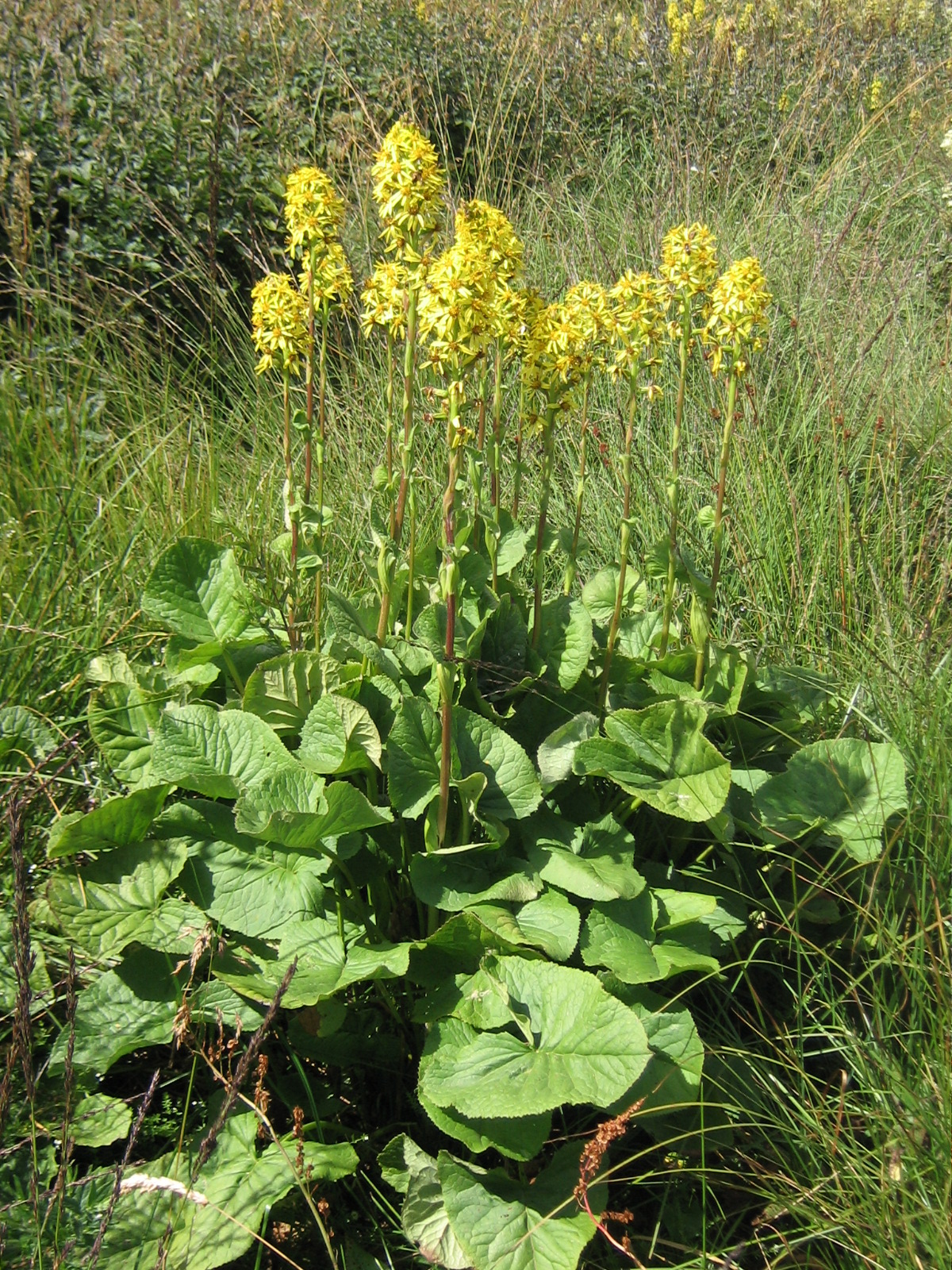
Бузульник сибирский

В биоценозах заповедника найдено 604 таксона растений, как видового, так и субвидового уровня, в том числе 23 вида папоротников, 12 видов голосеменных и 569 покрытосеменных растений. Во флоре природного заповедника Крусткалны преобладают представители семейств Астровые, Мятликовые, Осоковые, Бобовые и Розовые. Довольно широко представлены Орхидные, которых здесь насчитывают 17 видов.
По геоботаническому районированию территории заповедника относятся к Западной подпровинции Восточно-Балтийского флористического района, но расположены близко к её границам с Восточной подпровинцией. Этим обусловлен смешанный характер его флоры, в котором встречаются как типично восточнолатвийские виды (например, бузульник сибирский), так и виды, обычно произрастающие гораздо западнее — на Приморской низменности. В заповедной флоре значительную часть составляют виды с евразийским, европейским и циркумполярными ареалами.
Многообразие микроклиматических условий и форм рельефа обуславливает широкий спектр растительных группировок. Самыми распространёнными фитоценозами Крусткалны являются сосновые и еловые леса, чередующиеся с мелколиственными лесами, небольшими лугами, зарастающей пашней и болотами разных типов. Заповедник принадлежит к Прибалтийско-Белорусской подпровинции Северо-Европейской таёжной провинции Евразийской таёжной области Голарктики, поэтому зональными типами лесов для него являются сложные еловые и широколиственно-еловые. Именно эти леса занимают наиболее повышенные участки рельефа, в то время как менее плодовитые земли заросли борами. В них примесями к елям и соснам верхнего яруса служат осины и берёзы, а в травяном покрове царят зелёные мхи (плевроциум Шребера, гилокомиум блестящий и Dicranum polysetum), орляк обыкновенный, черника. На склонах холмов, на плодородных почвах произрастают еловые леса с кисличным покровом. Крайне редко встречаются дубравы с зеленомоховым покровом. На прежних вырубках вместо коренных лесов образовались леса из ольхи серой, где у подлеска много липы сердцелистной, черёмухи обыкновенной, рябины обыкновенной, чёрной смородины. В травяном покрове ольшаников царит крапива двудомная, образующая здесь высокие и густые заросли. Сосновые леса кажутся светлыми, потому что развиваются на сухих песчаных почвах, которые не нравятся большинству лесных трав. По этой причине нижний ярус растительности здесь образован кустиками брусники с примесями марьянника лугового и редкой зимолюбки зонтичной. На вершинах холмов этот покров изменяется на заросли черники или смесь лишайников (кладонии, цетрарии исландской) с вереском обыкновенным.
Особый флористический состав имеют леса на карбонатных почвах. Они могут быть разных типов (еловые, осиновые, берёзовые, очень редко — сосновые или из ивы козьей), но всегда содержат незначительные примеси широколиственных пород: липы сердцелистной, дуба обыкновенного, клёна остролистного, вяза гладкого и шершавого. Подлесок в таких лесах очень густой и разнообразный. Здесь можно найти жимолость настоящую, орешник, калину обыкновенную, рябину и волчье лыко. Травяной покров таких лесов очень похож на покров южных дубрав. В частности, в нём много сныти обыкновенной, майника двулистного, печёночницы благородной, пролесника многолетнего, копытня европейского, подмаренника душистого.
На самых низких участках рельефа вырастают разнообразные заболоченные леса. Например, если это бор, то в нём наземный покров образуют сфагнумы (преимущественно сфагнум магелланский), багульник обыкновенный и голубика; если лес из берёзы пушистой, то между деревьями в нём будет расти тростник обыкновенный, вахта трёхлистная, молиния голубая, осока сближенная и дернистая, причём осоки своими дернинами образуют характерный кочковатый микрорельеф; если лес еловый, то в его травяном покрове преобладают папоротники и осоки; если лес сформирован ольхой чёрной, то он богат такими травами как майник двулистный, крапива двудомная, вербейник европейский, сныть обыкновенная, бодяк овощной, таволга вязолистная. В лесах заповедника иногда встречаются кустарники, которые в Латвии не слишком распространены. Так, в сухих борах можно встретить можжевельник, на более плодородных почвах — бересклет европейский и бородавчатый.

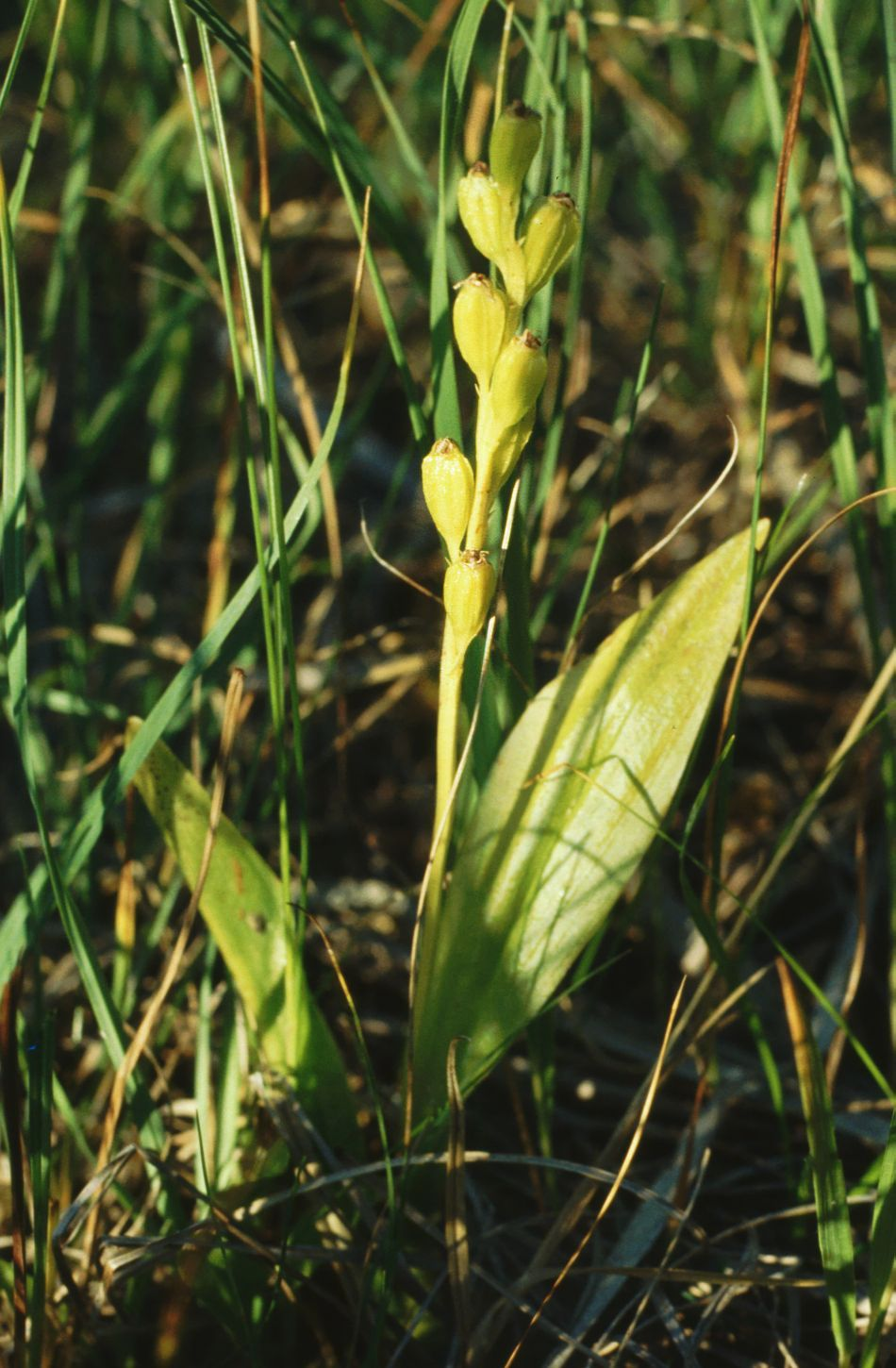
Лосняк Лёзеля произрастает на берегу озера Дрейманю

Луга заповедника Крусткалны делят на три типа: суходольные, мезофитные (умеренно увлажнённые) и низменные. Суходольные луга приурочены к склонам холмов, на их сухих и бесплодных землях растут неприхотливые трясунка средняя, полевица тонкая и душистый колосок обыкновенный. В травостое мезофитных лугов царит ежа сборная, а на низменных, кроме злаков (например, щучника дернистого), есть и представители других семейств — гравилат речной, таволга вязолистная, осоки просяная и пузырчатая. Особого внимания заслуживают два своеобразных луга Крусткалны. Первый расположен у подножия холма, где холодный источник осаждает на окружающей поверхности известняк. На этом лугу высокие куртины осоки метельчатой граничат с редким пальчатокоренником Руссова и бузульником сибирским, причём в заповеднике Крусткалны находится самая большая популяция последнего вида в Латвии. Другой луг занимает территорию полуострова на озере Дрейманю. В этом месте много кальцефильных видов. Между невзрачными осоками полуострова можно найти замечательные орхидеи — дремлик болотный, пальчатокоренник балтийский и мясо-красный, а также куртины редкой меч-травы обыкновенной (через заповедник проходит северо-восточная граница ареала этого вида). Вблизи источников на этом лугу поселились зелёные мхи и лосняк Лёзеля, а на берегу много тростника.
Болота Крусткалны приурочены либо к впадинам между холмами, либо к берегам озёр. Среди них преобладают низменные и переходные, реже встречаются верховые. Растительность низменных болот составляют многочисленные осоки (просяная, чёрная, жёлтая, пузырчатая, вздутая, волосистоплодная) со значительными примесями пушицы широколистной и отдельными экземплярами вахты трёхлистной и сабельника болотного. На болотах переходного типа к этим растениям присоединяются голубика, клюква, багульник болотный. Напротив, верховые болота от этих двух типов сильно отличаются. Эти биотопы являются царством сфагновых мхов, особенно сфагнума магелланского. Из травянистых растений на них преобладают пушица влагалищная и насекомоядные росянка английская и круглолистная. Кое-где на болотах заповедника поднимаются заросли, образованные разными видами ивы, чёрной ольхой и редкой берёзой низкой.
Флора водоёмов природного заповедника Крусткалны включает в себя прибрежные земноводные растения (гелофиты), растения, растущие погружёнными в воду, и виды, свободно плавающие на её поверхности. Среди прибрежных растений обычны сабельник болотный, осока острая, белокрыльник болотный, вахта трёхлистная, телиптерис болотный, а на отдельных озёрах также тростник, меч-трава, рогоз широколистный и узколистный. Более глубокие участки водоёмов заселяют кувшинки белые и снежно-белые, кубышки жёлтые, а на их поверхности часто плавают ряска малая и трёхдольная, а также водяная чума. Иногда на дне водоёмов можно заметить своеобразные подводные «луга», образованные водорослями из рода Chara.

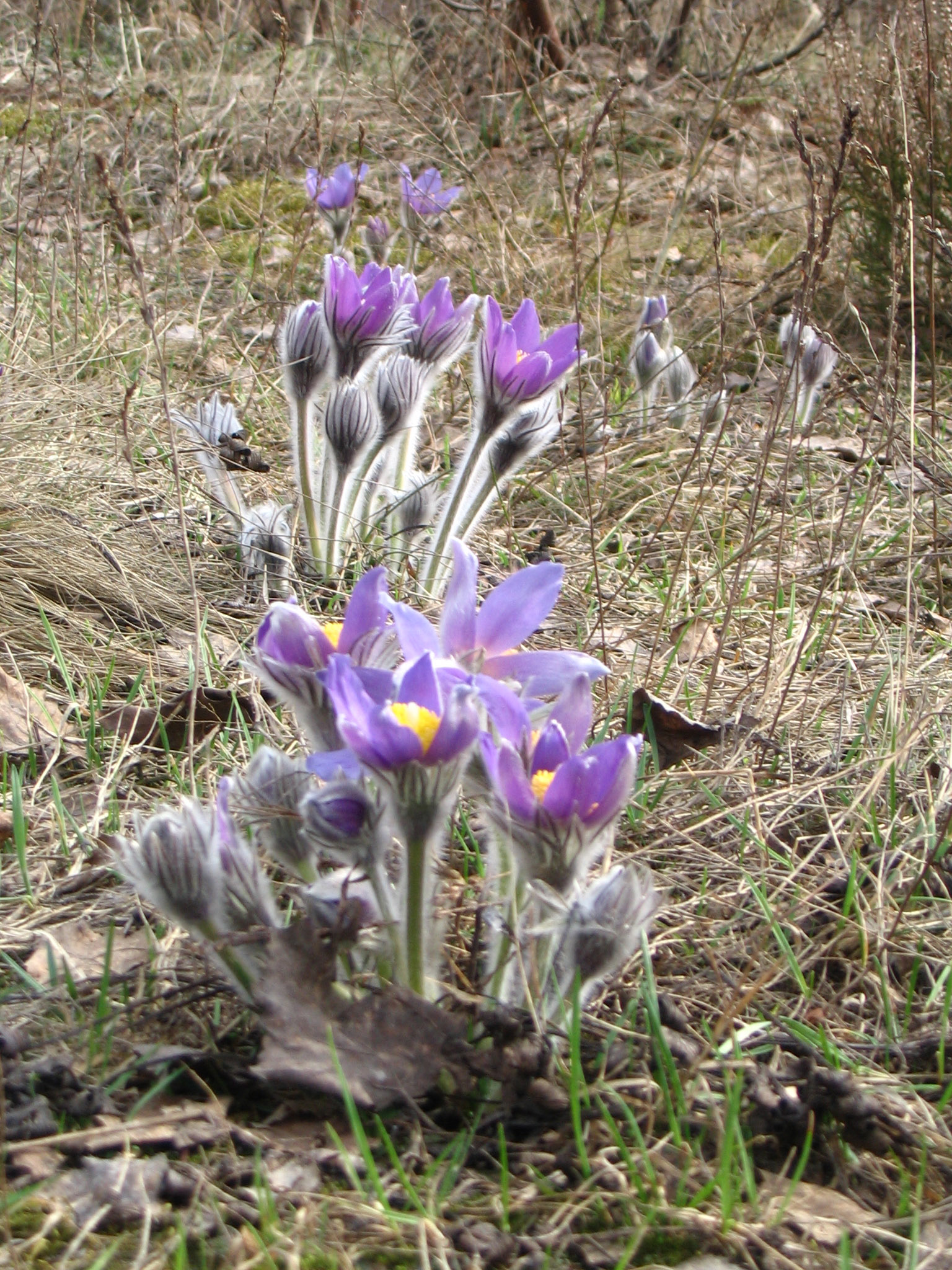
Цветущий прострел раскрытый

В заповеднике Крусткалны учёными описано 32 вида растений, занесённых в Красную книгу Латвии. Из них особую ценность составляют меч-трава обыкновенная и прострел луговой (найден только в двух местах). Такие виды, как гладиолус черепитчатый, бузульник сибирский, медуница узколистная, наперстянка крупноцветковая, в других заповедниках Латвии вообще не встречаются. Научный интерес представляют прострел раскрытый, ирис сибирский и анемона лесная, чьи очаги расположены на западной границе их ареалов. Не столь редки, но тоже подлежат охране яблоня лесная, водосбор обыкновенный, толокнянка обыкновенная, ладьян трёхнадрезанный, схенус ржавый. Отдельного упоминания достойны орхидеи. Большинство из них предпочитает влажные луга с известковой почвой. На относительно небольших участках здесь можно найти пальчатокоренник Руссова, балтийский, мясо-красный, Фукса, пятнистый, любка зелёноцветная и двулистная, лосняк Лёзеля, ятрышник мужской, мякотница однолистная. Лишь дремлик тёмно-красный любит сухие солнечные обочины дорог и опушки боров. Из более примитивных растений охраняются плаун колючий и булавовидный, баранец обыкновенный, плаун сплюснутый.
Видовой состав лишайников и грибов в заповеднике Крусткалны пока изучен недостаточно.

## Фауна
В пределах природного заповедника Крусткалны найден 41 вид млекопитающих (70 % териофауны страны), 140 видов птиц (45 % орнитофауны Латвии), 5 видов пресмыкающихся, 6 видов земноводных, 21 вид рыб и около 400 видов насекомых. Из них 37 видов занесены в Красную книгу Латвии. Больше всего в местной фауне представлено видов бореальных смешанных лесов, также для заповедника характерны представители широколиственных лесов. Значительно меньше чисто таёжных и лесостепных видов.
Все виды насекомоядных млекопитающих в заповеднике обычны, это европейский ёж, обыкновенная и малая бурозубка, европейский крот. Рукокрылые залетают в заповедник только на ночную охоту, а днём прячутся в зданиях населённых пунктов вне заповедника, в частности, их находили в сёлах Ляудона, Савиена, Праулиена. Среди представителей этого отряда наблюдали обыкновенного ушана, северного кожанка, прудовую ночницу, рыжую вечерницу.
В заповеднике распространён заяц-беляк, а заяц-русак встречается редко, впрочем, популяции обоих видов имеют тенденцию к сокращению. Очень многочисленны мелкие грызуны. Например, в лесах много рыжих полёвок, на влажных участках господствует тёмная полёвка, на открытых пространствах — обыкновенная полёвка, желтогорлая мышь, полевая мышь. В Крусткалны хорошо чувствуют себя бобры, которые здесь успешно размножаются.

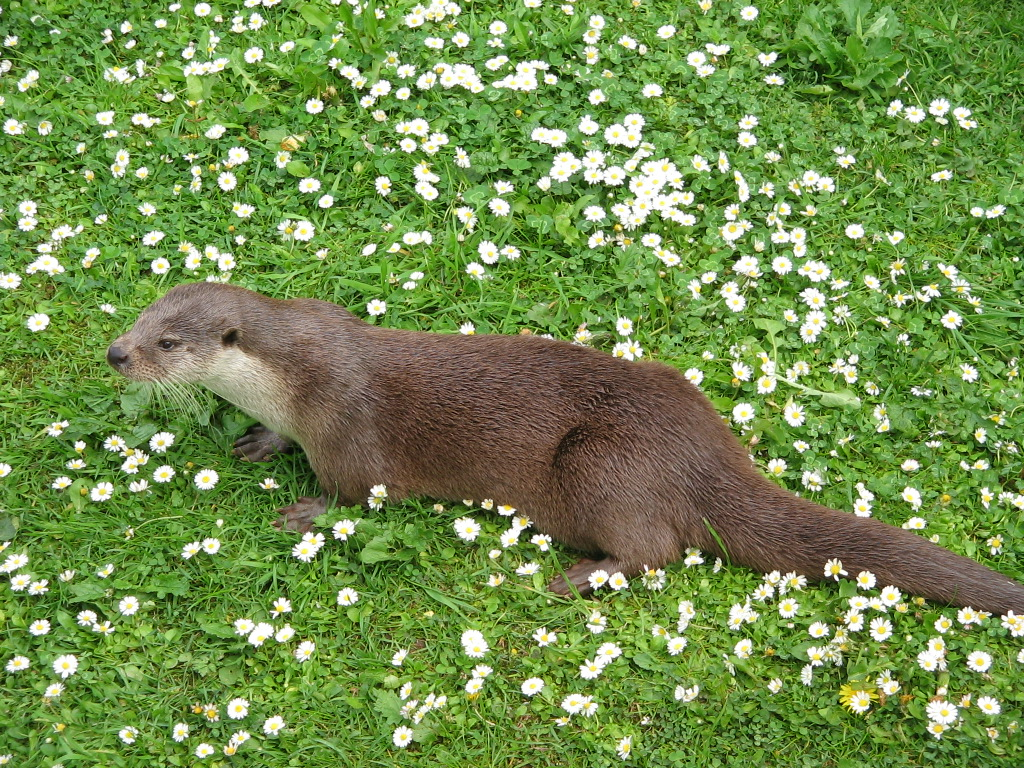
Выдра речная

Леса Крусткалны являются пристанищем и для разнообразных хищников. В частности, в них многочисленны ласка, лесной хорёк, горностай, существуют устойчивые популяции речной выдры, обыкновенной лисицы и лесной куницы. Не являются диковинкойевропейские барсуки и уссурийские еноты, впрочем последние хищники довольно многочисленны, они вытесняют барсуков из их логов. Так же под влиянием американской норки медленно сокращается популяция европейской норки. На территорию заповедника регулярно наведываются 1-2 рыси.
Из 4 видов копытных в лесах заповедника чаще всего можно увидеть лосей и диких свиней, но популяция косули также немалая. Её состояние в значительной степени зависит от условий зимовки. Кроме того, в Крусткалны хорошо чувствуют себя благородные олени — их численность также постепенно увеличивается.
Из 140 видов птиц, обнаруженных в природном заповеднике Крусткалны, установлено гнездование 107 видов. Учитывая распространённость лесных биоценозов, господствующими видами этой местности являются мелкие воробьинообразные. Чаще всего можно встретить зарянок, пеночек-кузнечиков, пеночек-трещоток и пеночек-весничек, а на отдельных участках преобладают буроголовая гаичка, большая синица, мухоловка-пеструшка. Вместе с тем многие виды пернатых приурочены к определённым биотопам. Например, только в хвойных лесах можно наблюдать за кедровками, хохлатыми синицами, малыми мухоловками, желтоголовыми корольками, лесными завирушками, певчим и белобровым дроздами, обыкновенной овсянкой и т. д. Только на опушках и вырубках гнездится козодой. Хозяевами лиственных лесов являются садовая славка, серая мухоловка, коноплянка.
Орнитофауна открытых биоценозов больше напоминает степи и луга юга. Среди трав обустраивают свои гнёзда полевой жаворонок, луговой чекан, луговой конёк, обыкновенная каменка, чибис, жёлтая и белая трясогузка. В определённой степени к этой группе можно отнести и синантропные виды, тяготеющие к человеческому жилищу. В частности, вблизи зданий в заповеднике видели домовых и полевых воробьёв, деревенских и городских ласточек, кольчатых горлиц.
Осенью в заповеднике Крусткалны остаётся на зимовку только 50 видов птиц. Это не только воробьинообразные (большая и длиннохвостая синица, полевой и домовый воробей, обыкновенная зеленушка, чиж, буроголовая гаичка), но и представители других отрядов, в частности, большой ястреб, желна, малый пёстрый и большой пёстрый дятел. В это время становятся очень заметными вороновые: галки, сороки, вороны, серые вороны.
Хищные птицы в заповеднике хотя и представлены не слишком большим количеством видов, но имеют устойчивые популяции. Из дневных хищников наиболее распространены обыкновенный канюк и большой ястреб, несколько меньше — малый ястреб. С окрестных территорий на охоту в заповедник часто наведывается чеглок. Из ночных хищников в лесах Крусткалны регулярно гнездятся серая неясыть и ушастая сова. Кроме них здесь наблюдали воробьиного сыча, мохноногого сыча и длиннохвостую неясыть.
Курообразные представлены такими видами, как тетерев, рябчик и серая куропатка. Но если первые два вида в заповеднике чувствуют себя хорошо, ежегодно гнездятся и даже в некоторой степени царят зимой, то серая куропатка страдает от применения удобрений и ядохимикатов на окрестных полях. Ещё одним видом, уязвимым по той же причине, является коростель. Водоплавающие и околоводные птицы, привязанные к водоёмам, практически не посещаемым посторонними лицами, не испытывают антропогенного давления. На озёрах заповедника многочисленны лысуха, кряква, водяная курочка, большая поганка, чирок-трескунок и чирок-свистунок. Сюда постоянно прилетают на кормление серые цапли и чёрные аисты, хотя последний вид довольно редок. Во время миграций на территории заповедника останавливаются на отдых большие стаи серых журавлей (единичные особи остаются на гнездование), гуменников и серых гусей.

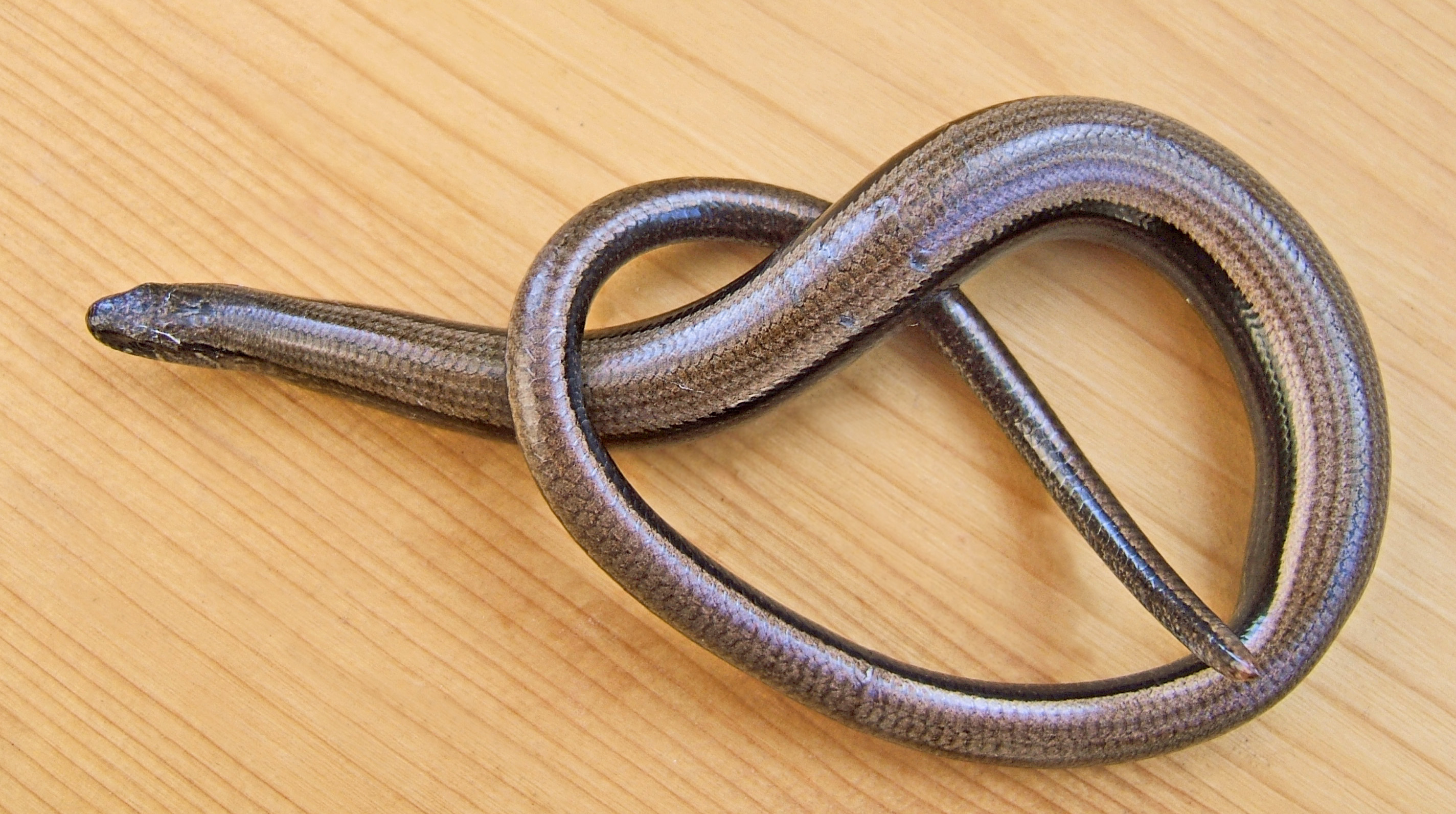
Редкая в заповеднике ломкая веретеница, хотя и похожа на змею, на самом деле безногая ящерица

Из пяти видов пресмыкающихся в Крусткалны больше всего живородящих ящериц, также много обыкновенных гадюк. Прыткие ящерицы предпочитают сухие опушки сосновых лесов, а обыкновенные ужи, напротив, тяготеют к водоёмам. Редким пресмыкающимся является только ломкая веретеница. Самым многочисленным видом земноводных в заповеднике считают остромордую лягушку, но не намного уступают ей плотностью популяций прудовые, травяные и озёрные лягушки, а также обыкновенные жабы. Весной в реках можно наблюдать за обыкновенными тритонами, которые в другие времена года малозаметны.
Самыми многочисленными видами рыб в заповедных озёрах являются хищные — окуни и щуки. Естественно, что их добычи много, это линь, плотва и густера. В прудах, образовавшихся на месте бывших карьеров, преобладают карповые: обыкновенный карась, уклейка, голавль, овсянка. Зато в стремительных источниках любят селиться гольяны и пескарь. В исследовательских отловах, сделанных в небольших реках, также находили усатого гольца, налима и обыкновенного вьюна.
В природном заповеднике Крусткалны найдено около 400 видов насекомых и 12 пауков. В лесной подстилке очень много мелких бессяжковых и коллембол. Самым многочисленным видом стрекоз является Aeshna grandis, на озёрах также обычна красотка-девушка, а над стремительными реками летает Calopteryx splendens. Прямокрылых обнаружено только 4 вида: обыкновенная медведка распространена на опушках, а кузнечики и коньки поселяются на лугах и в кустарниках. В противоположность им разнообразие жуков в Крусткалны очень велико. Лишь одних жужелиц здесь насчитывают 15 видов, из которых чаще всего встречаются Carabus granulatus, Carabus nemoralis, Carabus arcensis. В разных типах лесов обитают жуки-санитары, питающиеся трупами. Это представители рода Nicrophorus и мертвоеды. Относительно много в лесах усачей и листоедов. В водоёмах не трудно найти вертячек и плавунцов. Кроме того, в водоёмах многочисленны представители других групп насекомых, например, хищные клопы (водомерки, Notonecta), волосистокрылые, чьи личинки играют важную роль в питании некоторых рыб, подёнки, чей массовый лёт наблюдают на озере Дрейманю ежегодно в конце весны.

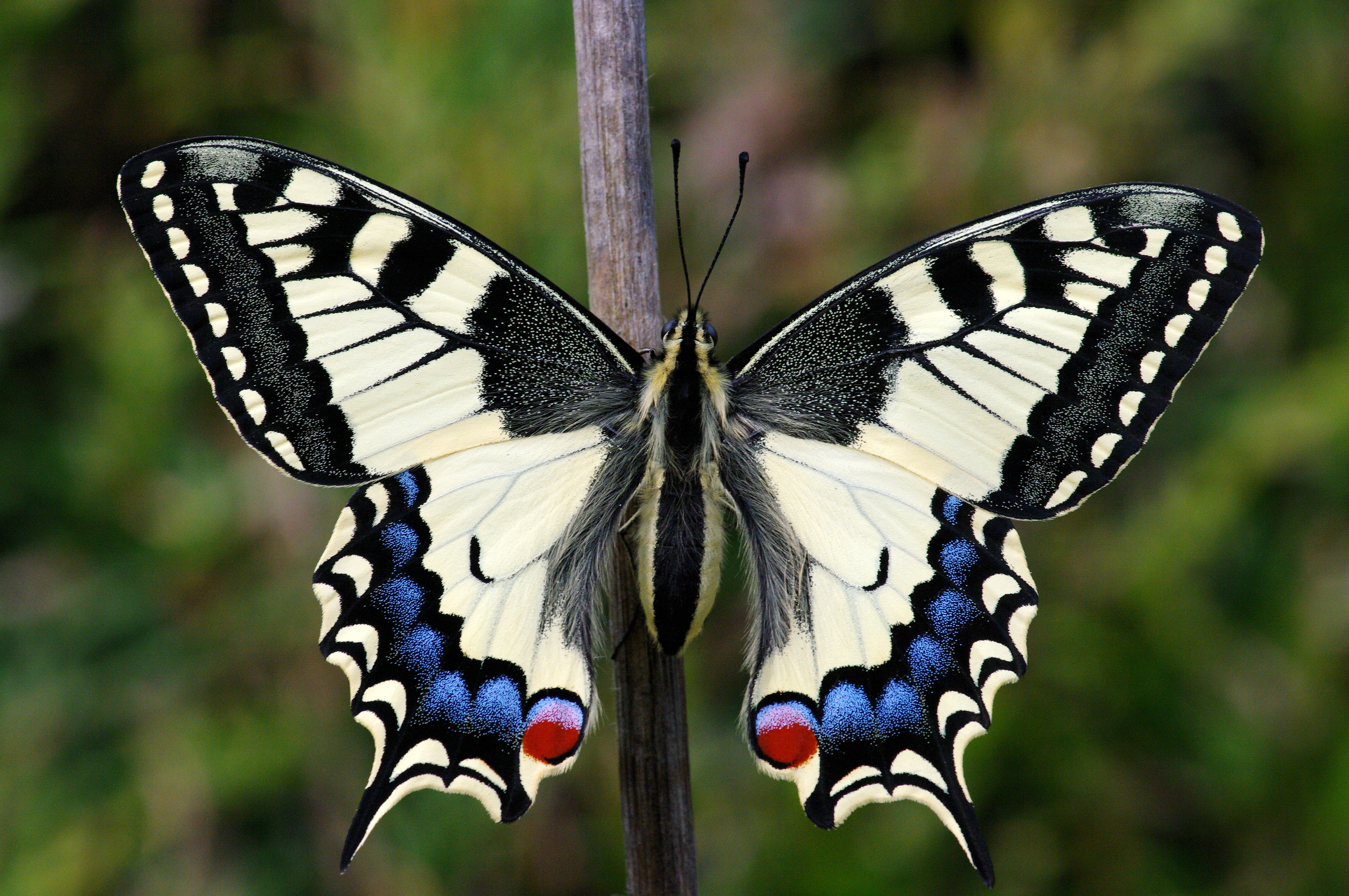
Махаон

Кроме жесткокрылых, второй по количеству видов группой насекомых являются чешуекрылые. На территории заповедника Крусткалны описано 48 видов бабочек из 12 семейств, из которых 28 дневных и 20 — ночных. Среди дневных видов обычными являются павлиний глаз, траурница, несколько видов белянок, типичной ночной бабочкой можно считать Ematurga atomaria. Из двукрылых очень распространены тахины, журчалки, галлицы, комары-долгоножки, слепни. Очень полезны для экосистем заповедника перепончатокрылые, из которых осы, шмели и дикие пчёлы выступают опылителями растений, а муравьи (прежде всего Formica polyctena и Formica rufa) и наездники регулируют численность паразитов древесных пород.
Особое внимание учёные заповедника уделяют охране редких видов: жужелицы Carabus violaceus (найден только однажды), бабочки Lycaena dispar, лёт которой наблюдали только вблизи села Ляудона, медведицы-госпожи (находится на северо-западной границе ареала) и махаона.
Из других беспозвоночных в заповеднике исследовали только популяцию речных раков.

## Научная и хозяйственная деятельность
Внимание учёных Крусткалны привлёк ещё в XIX веке. В 1895 году ботаник А. Рапп составил перечень местной флоры, в который уже тогда было включено 417 видов растений, найденных в окрестностях Ляудоны. С 1940-х годов флористические исследования в Крусткалны регулярно проводили студенты Латвийского университета. В 1972 году основательное исследование местных мхов провёл бриолог А. Аболинь, а в 1976 году эстафету перенял известный флорист А. Расиньш. По результатам этих исследований было принято решение о предоставлении этой территории статуса заповедника для сохранения уникальных биотопов и присущего им разнообразия растений. После создания заповедника исследования на его территории проводят работники заповедников Тейчи и, в некоторой степени, национального парка Слитере.
На территории природного заповедника Крусткалны действует строгий охранный режим, запрещающий любую хозяйственную деятельность: вырубку деревьев, добычу ископаемых, охоту, заготовку растительного сырья, интродукцию и т. д. Непосредственно через заповедник проходят два пути общего пользования, а его границы примыкают к сельскохозяйственным угодьям. Посещение заповедника посторонними лицами, даже в составе экскурсионных групп, запрещено, по специальным разрешениям это могут сделать только учёные.